# 斯普林瓦利 (阿拉巴馬州)
斯普林瓦利（英語：Spring Valley）是一個位於美國阿拉巴馬州科爾伯特縣的非建制地區。該地的面積和人口皆未知。

## 地理
斯普林瓦利的座標為34°39′24″N 87°37′00″W / 34.65666°N 87.61666°W，而該地最高點為海拔高度156米（即512英尺）。